# Побуна Црвених обрва
Побуна Црвених обрва је била побуна кинеских сељака против Ванг Мангове краткотрајне династије Сјин. Побуна је добила своје име по томе што су устаници бојили своје обрве у црвено.
Побуна, која је на почетку деловала у данашњим регионима Шандунг и северном Ђангсуу, је на крају довела до пораза Ванг Манга токо што је исцрпела његове ресурсе, што је омогућилу Љу Сјуану (цару Геншију), вођи Љулина, да збаци Ванга и привремено поново успостави једну грану династије Хан. Црвене обрве су касније збациле цара Геншија и поставили на трон сопствену марионету из династије Хан, младог цара Љу Пенција, који је владао кратко све док неспособност вође Црвених обрва да управљају територијама под својом контролом није окренула народ против њих, што их је натерало да се повуку и покушају вратити својој постојбину. Када је њихов пут блокирала војска тек основане династије Источни Хан, Црвене обрве су се предале Љу Сјуу (цару Гуанг-вуу).